# Esiliiga 2008
L'Esiliiga 2008 è stata la 18ª edizione della seconda divisione del campionato di calcio estone e si è disputata tra marzo e novembre 2008. Il campionato è stato vinto dal Levadia Tallinn 2, formazione riserve della squadra titolare della serie superiore, mentre il Kuressaare e il Paide hanno ottenuto la promozione in Meistriliiga.

## Squadre partecipanti
Sono solamente cinque le squadre confermate in Esiliiga dalla scorsa stagione. L'Ajax Lasnamäe e il Kuressaare provengono dalla Meistriliiga, dove sono state promosse il Kalev Sillamäe e il Kalju Nõmme. Sono invece salite dalla II Liiga le squadre Kiviõli Tamme Auto, Paide e Flora Rakvere (fino allo scorso anno denominata Virumaa Rakvere).
| Club               | Città      | Stadio                   | Posizione 2007                                          |
| ------------------ | ---------- | ------------------------ | ------------------------------------------------------- |
| Ajax Lasnamäe      | Tallinn    | Sportland Arena          | 10º posto in Meistriliiga                               |
| Flora Rakvere      | Rakvere    | Rakvere linnastadioon    | 2° nel g. Nord/Est di II Liiga, promosso dopo spareggio |
| Flora Tallinn II   | Tallinn    | Sportland Arena          | 2º posto                                                |
| Kuressaare         | Kuressaare | Kuressaare linnastadioon | 9º posto in Meistriliiga, retrocesso dopo spareggio     |
| Levadia Tallinn 2  | Tallinn    | Stadio Maarjamäe         | 1º posto                                                |
| Maag Tammeka II    | Tartu      | Stadio Tamme             | 5º posto                                                |
| Paide              | Paide      | Stadio Ühisgümnaasiumi   | 1º posto nel girone Sud/Ovest di II Liiga               |
| Kiviõli Tamme Auto | Kiviõli    | Stadio Kiviõli           | 1º posto nel girone Nord/Est di II Liiga                |
| TVMK Tallinn 2     | Tallinn    | Stadio Kadrioru          | 4º posto                                                |
| Warrior Valga      | Valga      | Valga Kungla Stadioon    | 7º posto                                                |

## Classifica finale
|  | Pos. | Squadra             | Pt | G  | V  | N  | P  | GF | GS | DR  |
|  | ---- | ------------------- | -- | -- | -- | -- | -- | -- | -- | --- |
|  | 1.   | Levadia Tallinn 2 * | 72 | 36 | 22 | 6  | 8  | 83 | 33 | +50 |
|  | 2.   | Kuressaare          | 71 | 36 | 21 | 8  | 7  | 67 | 35 | +32 |
|  | 3.   | Flora Tallinn II *  | 62 | 36 | 18 | 8  | 10 | 62 | 41 | +21 |
|  | 4.   | Paide               | 53 | 36 | 14 | 11 | 11 | 58 | 44 | +14 |
|  | 5.   | Warrior Valga       | 48 | 36 | 13 | 9  | 14 | 46 | 56 | -10 |
|  | 6.   | Kiviõli Tamme Auto  | 44 | 36 | 11 | 11 | 14 | 51 | 66 | -15 |
|  | 7.   | Maag Tammeka II *   | 43 | 36 | 11 | 10 | 15 | 60 | 63 | -3  |
|  | 8.   | Flora Rakvere       | 37 | 36 | 10 | 7  | 19 | 53 | 82 | -29 |
|  | 9.   | Ajax Lasnamäe       | 33 | 36 | 8  | 9  | 19 | 59 | 79 | -20 |
|  | 10.  | TVMK Tallinn 2 *    | 36 | 36 | 11 | 3  | 22 | 58 | 98 | -40 |

(*)squadra ineleggibile per la promozione.

### Spareggio promozione/retrocessione per Meistriliiga
| Arbitro: | Ainar Kuusk |

|                                 |           |               |
| Polyansky 22’ (o.g.) Ellram 67’ | Marcatori | 90’ Kovalenko |

| Arbitro: | Jaan Roos |

|                                       |           |                                 |
| Joost 48’ Pakk 70’, 75’ Polyansky 72’ | Marcatori | 13’ Saar 43’ Voolaid 65’ Ellram |

Il Paide vince lo spareggio.

### Spareggio promozione/retrocessione per Esiliiga
| TJK Legion    | 2-0 | Ajax Lasnamäe | 20 novembre 2008, Wismari Stadium (Tallinn) |
| Ajax Lasnamäe | 1-1 | TJK Legion    | 23 novembre 2008, Sportland Arena (Tallinn) |

L'Ajax Lasnamäe perde lo spareggio.

## Verdetti
- Levadia Tallinn 2 vincitore del campionato di Esiliiga 2008
- Kuressaare e  Paide (dopo spareggio) promossi in Meistriliiga 2009.
- Ajax Lasnamäe retrocesso dopo i play-out e in seguito ripescato a completamento dell'organico.
- Maag Tammeka II riparte dalla II Liiga come  Tammeka Tartu II.
- TVMK Tallinn 2 retrocesso e dissolto per il fallimento della prima squadra.